# Live with the Plovdiv Psychotic Symphony
Live with the Plovdiv Psychotic Symphony è il primo album dal vivo del gruppo musicale statunitense Sons of Apollo, pubblicato il 30 agosto 2019 dalla Inside Out Music.

## Tracce
CD 1
1. God of the Sun – 11:54 (Derek Sherinian, Jeff Scott Soto)
2. Signs of the Time – 6:38 (Derek Sherinian, Ron Thal, Mike Portnoy, Jeff Scott Soto)
3. Divine Addiction – 5:14 (Derek Sherinian, Ron Thal, Mike Portnoy, Billy Sheehan, Jeff Scott Soto)
4. That Metal Show Theme – 0:56 (musica: Ron Thal)
5. Just Let Me Breathe – 5:53 (Mike Portnoy, Derek Sherinian, John Petrucci, John Myung, James LaBrie) – originariamente interpretata dai Dream Theater
6. Billy Sheehan Bass Solo – 4:42 (musica: Billy Sheehan)
7. Lost in Oblivion – 4:45 (Derek Sherinian, Ron Thal, Mike Portnoy, Jeff Scott Soto)
8. Jeff Scott Soto Solo Spot (The Prophet's Song/Save Me) – 9:33 (Freddie Mercury, Brian May, John Deacon, Roger Taylor) – originariamente interpretata dai Queen
9. Alive – 5:12 (Derek Sherinian, Ron Thal, Mike Portnoy, Billy Sheehan, Jeff Scott Soto)
10. The Pink Panther Theme – 4:31 (musica: Henry Mancini)
11. Opus Maximus – 11:11 (musica: Derek Sherinian, Ron Thal, Mike Portnoy, Billy Sheehan)

CD 2
1. Kashmir – 9:33 (Jimmy Page, Robert Plant, John Bonham) – originariamente interpretata dai Led Zeppelin
2. Gates of Babylon – 7:48 (Ritchie Blackmore, Ronnie James Dio) – originariamente interpretata dai Rainbow
3. Labyrinth – 9:24 (Derek Sherinian, Ron Thal, Mike Portnoy, Jeff Scott Soto)
4. Dream On – 4:53 (Steven Tyler) – originariamente interpretata dagli Aerosmith
5. Diary of a Madman – 7:51 (Ozzy Osbourne, Randy Rhoads, Bob Daisley, Lee Kerslake) – originariamente interpretata da Ozzy Osbourne
6. Comfortably Numb – 9:16 (Roger Waters, David Gilmour) – originariamente interpretata dai Pink Floyd
7. The Show Must Go On – 4:22 (Freddie Mercury, Brian May, John Deacon, Roger Taylor) – originariamente interpretata dai Queen
8. Hell's Kitchen – 4:31 (musica: Mike Portnoy, Derek Sherinian, John Petrucci, John Myung) – originariamente interpretata dai Dream Theater
9. Derek Sherinian Keyboard Solo – 8:46 (musica: Derek Sherinian, Edward Van Halen)
10. Lines in the Sand – 12:40 (Mike Portnoy, Derek Sherinian, John Petrucci, John Myung, James LaBrie) – originariamente interpretata dai Dream Theater

CD 3
1. Bumblefoot Guitar Spot – 2:36 (musica: Ron Thal, Edward Van Halen)
2. And the Cradle Will Rock – 5:58 (Edward Van Halen, Alexander van Halen, David Lee Roth, Michael Anthony)
3. Coming Home – 9:32 (Derek Sherinian, Ron Tahl, Mike Portnoy, Jeff Scott Soto)

## Formazione
Gruppo
- Jeff Scott Soto – voce
- Ron "Bumblefoot" Thal – chitarra, voce
- Derek Sherinian – tastiera, orchestrazione
- Billy Sheehan – basso
- Mike Portnoy – batteria, voce

Altri musicisti
- Levon Manukyan – direzione orchestra
- Enrico Cacace – orchestrazione

Produzione
- The Del Fuvio Brothers: Mike Portnoy, Derek Sherinian – produzione audio
- Jerry Guidroz – missaggio, mastering
- Paul Green – regia, montaggio
- Peter van't Riet – missaggio 5.1